# Icterus icterus
Icterus icterus е вид птица от семейство Трупиалови (Icteridae).

## Разпространение
Видът е разпространен в Аруба, Американските Вирджински острови, Бонер, Синт Еустациус, Саба, Венецуела, Колумбия, Кюрасао, Пуерто Рико и Тринидад и Тобаго.